# De Vijf gaan er vandoor
De vijf gaan er vandoor is het derde deel uit de De Vijf-boekenreeks. Het boek werd in 1944 geschreven door Enid Blyton onder de titel Five run away together.
Het boek werd voor Nederland bewerkt door W.A. Fick-Lugten en uitgegeven door H.J.W. Becht, met illustraties van Jean Sidobre. Begin 2000 werd het boek opnieuw uitgegeven in een vertaling van J.H. Gever en voorzien van illustraties door Julius Ros.

## Verhaal
Tante Fanny, de moeder van George, moet plotseling naar het ziekenhuis. Mevrouw Stok, de huishoudster zal op de kinderen passen. Het is een vreselijk mens en het lijkt erop dat ze zelfs de hond Timmy wil vergiftigen. De vijf gaan er vandoor en vinden onderdak op Kirrin-Eiland. Maar waarvoor zijn die geheimzinnige seinen midden in de nacht? Zijn het smokkelaars? En wat heeft de familie Stok ermee te maken?